# Gore (Mondkrater)
Gore ist ein kleiner Einschlagkrater auf dem Mond, in der Nähe des Mondnordpols. Er liegt am nordöstlichen Rand des großen Kraters Hermite.

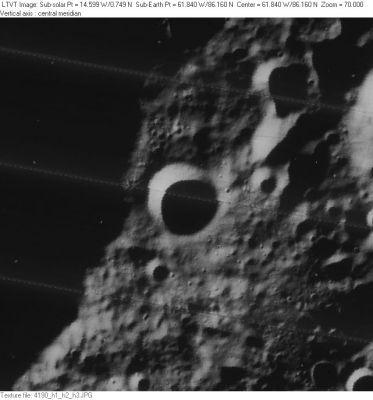
Gore (Lunar Orbiter IV)

Der Krater wurde 2009 von der IAU nach dem irischen Astronomen John Ellard Gore offiziell benannt.